# Synogdoa
Synogdoa é um gênero de traça pertencente à família Arctiidae.